# Reid Watts
Reid Watts, född 22 december 1998 i Vancouver, är en kanadensisk rodelåkare.

## Karriär
Watts tävlade för Kanada vid olympiska vinterspelen 2018 i Pyeongchang, där han slutade på 12:e plats i herrarnas singel. Vid olympiska vinterspelen 2022 i Peking slutade Watts på 17:e plats i herrarnas singel. Han var även en del av Kanadas lag tillsammans med Trinity Ellis, Tristan Walker och Justin Snith som slutade på sjätte plats i lagstafetten.